# Дозвольте зліт!
«Дозвольте зліт!» (рос. «Разрешите взлёт!») — радянський чорно-білий художній фільм, поставлений на кіностудії «Ленфільм» у 1971 році режисерами Анатолієм Вехотко і Наталією Трощенко. Прем'єра фільму в СРСР відбулася 19 червня 1972 року.

## Сюжет
На степовому аеродромі з'являється новий льотчик Дімка Соломенцев (Семен Морозов). А старому льотчику Сахно (Анатолій Папанов) прийшла пора перейти на диспетчерську службу. У небі трапляється нештатна ситуація: на літаку пасажирської авіації Іл-14 не випускається права стійка шасі. Допомогти екіпажу посадити лайнер може лише такий досвідчений льотчик, як Сахно. Спільними узгодженими діями вдається благополучно посадити літак.

## У ролях
- Анатолій Папанов —  Сергій Миколайович Сахно
- Семен Морозов —  Дімка Соломенцев, молодий льотчик
- Артем Іноземцев —  Василь Григорович Селезньов
- Валентин Гафт —  Азанчеєв
- Лариса Мальованна —  Катерина Селезньова
- Майя Булгакова —  Валентина Андріївна, дружина Сахно

## Знімальна група
- Сценарій — Володимир Кунін
- Постановка — Анатолія Вехотко, Наталія Трощенко
- Композитор — Веніамін Баснер
- Текст пісень — Михайло Матусовський
- Оператор — Володимир Ковзель
- Художник — Борис Биков